# Фонд армянской помощи
Фонд армянской помощи (арм. Հայ օգնության ֆոնդ, сокр. ՀՕՖ) (англ. Fund for Armenian Relief, сокр. FAR) — американская гуманитарная организация. Была основана в ответ на армянское землетрясение 1988 года. В 1993 году была реорганизована в частную добровольную организацию и признана некоммерческой организацией.

## История и деятельность
FAR была основана в ответ на армянское землетрясение 1988 года. Организация обеспечивает краткосрочную чрезвычайную помощь и долгосрочные программы, ориентированные на защиту детей, экономическое развитие, образование, здравоохранение и социальные услуги.  Организация помогает наиболее уязвимым слоям населения - детям и пожилым людям — и готовит молодёжь и специалистов для управления новым демократическим государством страны. ФАР реализует широкий спектр программ в Армении и Карабахе: от оказания неотложной помощи до строительства, образования, медицинской помощи и экономического развития. С момента своего создания ФАР направила более 265 миллионов долларов на гуманитарную помощь Армении.
В нем работает более 180 штатных сотрудников. Его разнообразные программы включают в себя Детский Центр Бездомных, центр информационных технологий, образовательные стипендиальные программы, программу медицинского образования, суповые кухни и центры для пожилых людей.
16 ноября 2004 года в ходе встречи премьер-министра непризнанной НКР Анушавана Даниеляна и исполнительного директора Фонда Армянской Помощи (ФАП) Гарника Нанагуляна, было объявлено, что фонд реализует программы, направленные на восстановление разрушенных вследствие войны населённых пунктов Нагорного Карабаха и строительство объектов жизненного значения.
В 2008—2009 учебном году главное управление Фонда армянской помощи (ФАП) предоставило более чем 500 тыс. долларов для развития системы образования армян в Армении и за пределами страны. В размере 11.400 долларов предоставил 19 студентам из Армении, НКР и армянской диаспоры. Фонд армянской помощи также является спонсором сети детских садов “Сосе” в НКР, программ “Лучший Студент” и “Обучение сирот”.
18 февраля 2013 года завершилась реконструкция детского сада села Чинчин в Тавушской области.
3 сентября 2015 года была объявлена программа «Защитная стена» платформы «Да», благодаря которой школьники села Айгепар Бердского района Тавушской области благополучно начали учебный год. Благодаря активному сбору средств в течение 6 месяцев была построена защитная стена.
27 сентября 2016 года президент РА Серж Саргсян принял делегацию Армянского фонда помощи, возглавляемую Предстоятелем Восточной епархии США Армянской Апостольской Церкви, председателем Армянского Фонда помощи, архиепископом Хажаком Парсамяном.
29 сентября 2016 года Фонд армянской помощи пожертвовал $5 млн. на реализацию пятилетней программы развития в Тавусшкой области Армении

## Штаб-квартира
Штаб-квартира FAR находится в Нью-Йорке, имеет четыре офиса в Армении, а главный офис находится в Ереване. Из 180 сотрудников ФАР 80% работают в Гюмри, Ереване, Берде и Ванадзоре.

## Награды
- Орден Почёта (27 мая 2019 года, Армения) — по случаю 30-летия со дня основания, за вклад в укрепление связей Родина-диаспора, многолетнюю и масштабную благотворительную деятельность[12].